# Auberchicourt
Auberchicourt è un comune francese di 4 674 abitanti situato nel dipartimento del Nord, nella regione dell'Alta Francia.

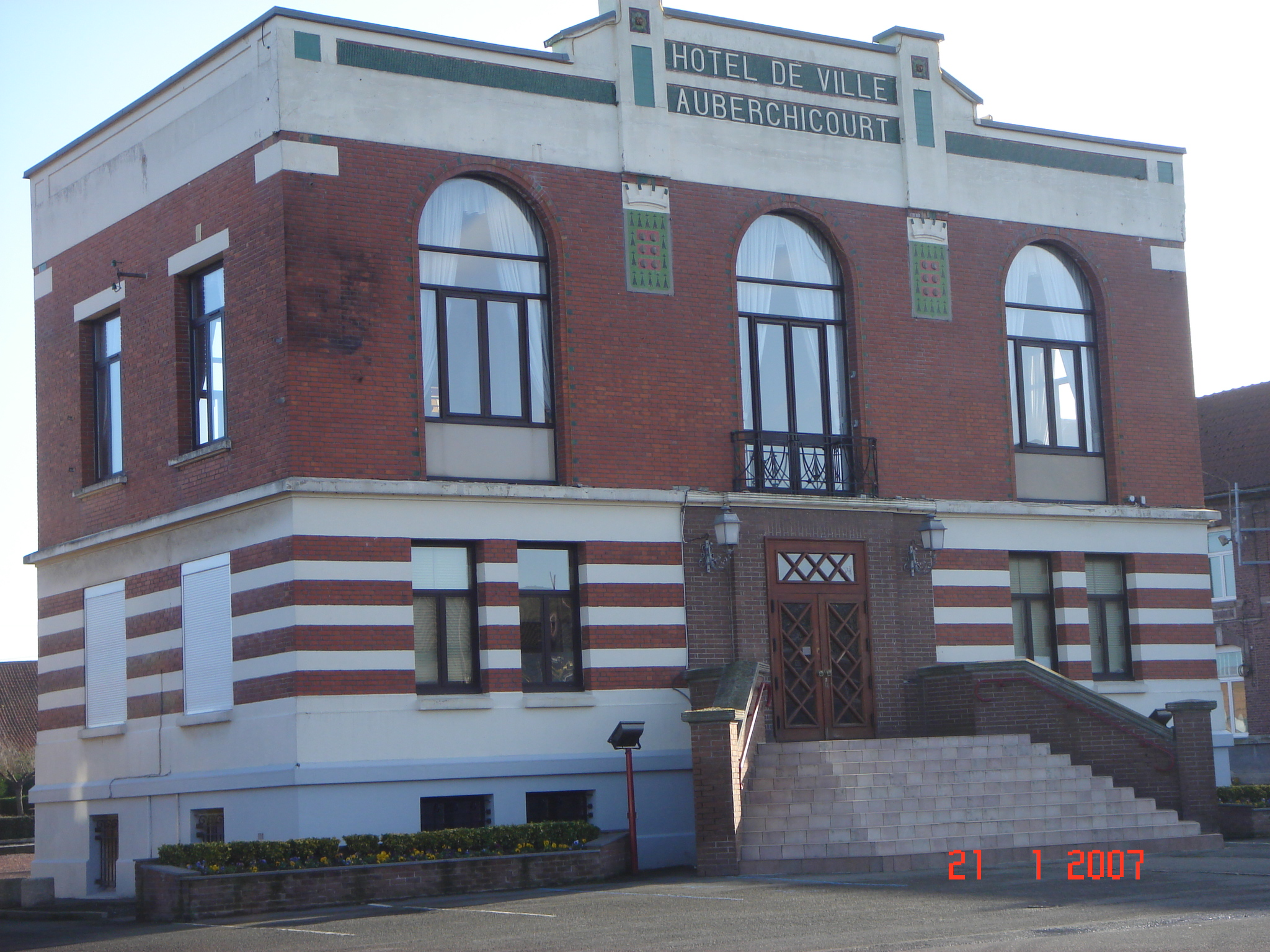
Municipio di Auberchicourt

## Geografia fisica
Situato sulla Route nationale 45 a 11,8 km da Douai.

## Società

### Evoluzione demografica
Abitanti censiti

## Galleria d'immagini

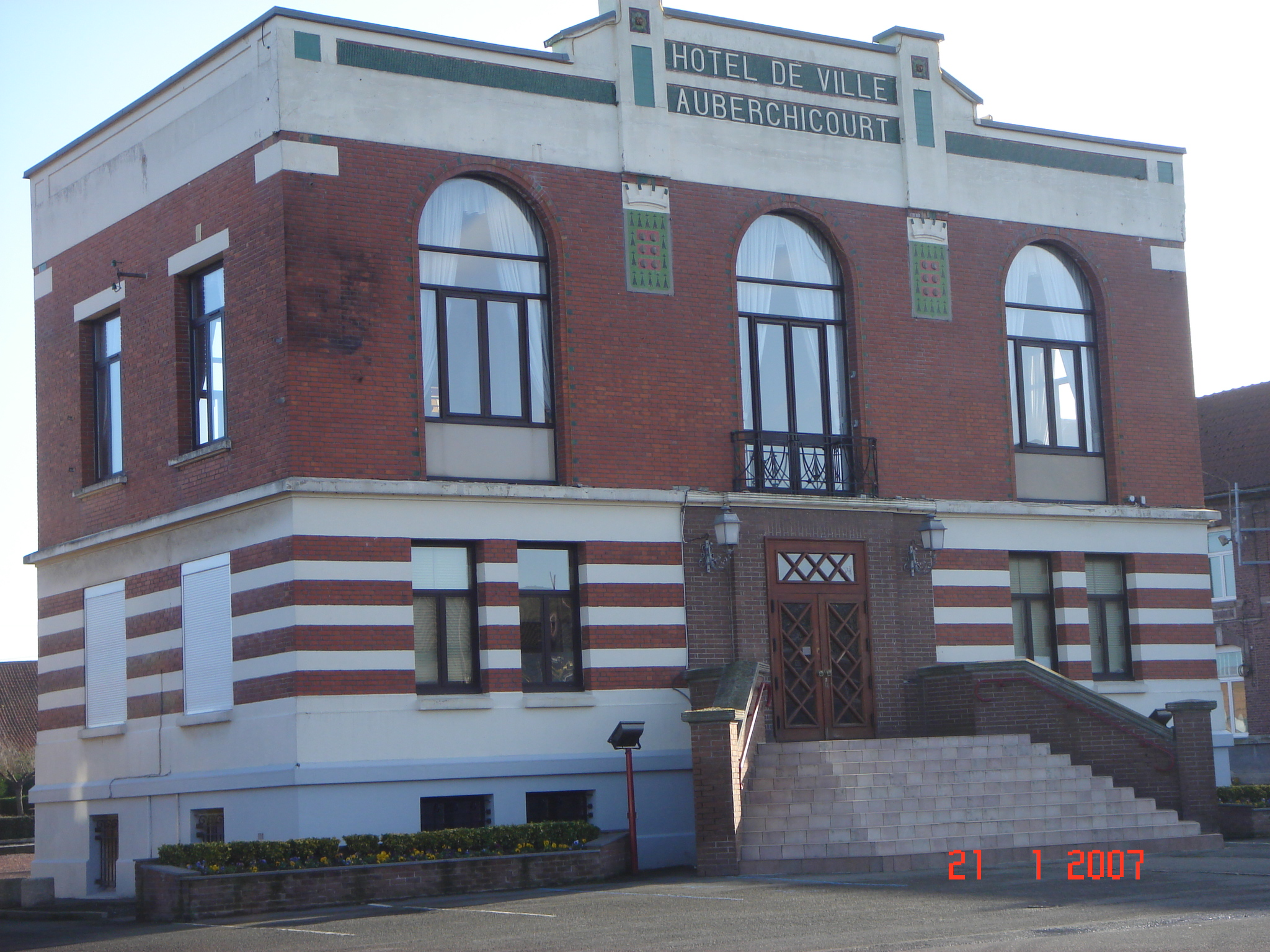
Il comune
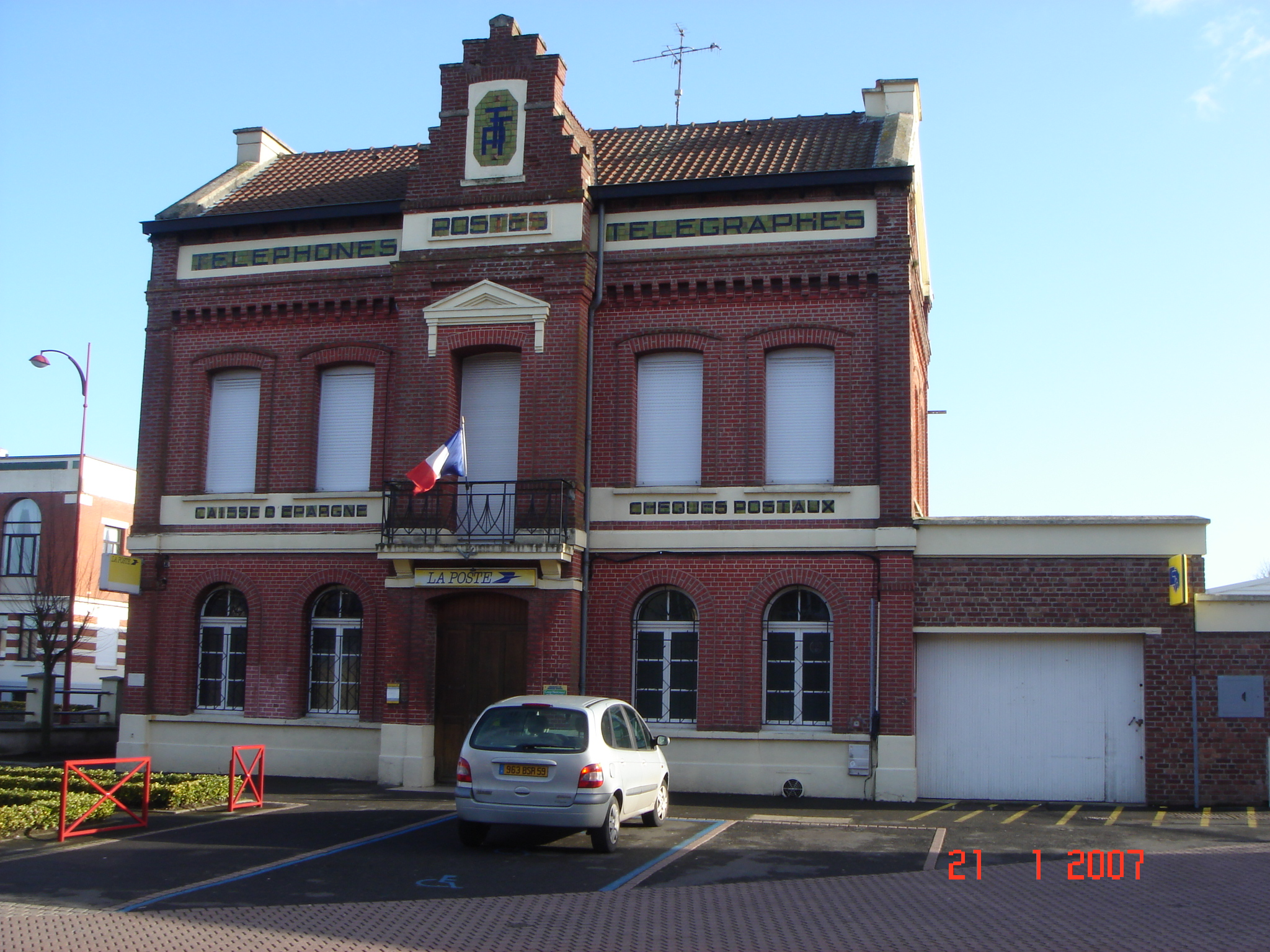
La posta